# Thelotrema leprocarpoides
Thelotrema leprocarpoides är en lavart som beskrevs av Hale 1981. Thelotrema leprocarpoides ingår i släktet Thelotrema och familjen Thelotremataceae.   Inga underarter finns listade i Catalogue of Life.